# کارمو دالا وچیا
کارمو دالا وچیا (انگلیسی: Carmo Dalla Vecchia؛ زادهٔ ۲۱ اوت ۱۹۷۱) یک هنرپیشه اهل برزیل است. وی از سال ۱۹۹۵ میلادی تاکنون مشغول فعالیت بوده‌است.